# Phytomyza elsae
Phytomyza elsae är en tvåvingeart som beskrevs av Friedrich Georg Hendel 1927. Phytomyza elsae ingår i släktet Phytomyza och familjen minerarflugor.
Artens utbredningsområde är Österrike. Inga underarter finns listade i Catalogue of Life.